# 西四国マツダ
株式会社西四国マツダ（にししこくマツダ）は、愛媛県松山市土居町に本社を置くマツダのカーディーラー。愛媛県･高知県を営業エリアとしている。

## 概要
前身は愛媛県・高知県のマツダ販売会社である「伊予マツダ販売」「マツダオート愛媛」（後のアンフィニ愛媛）「高知マツダ」「マツダオート高知」（後のアンフィニ高知）である。
愛媛・高知の各々で販売網が「愛媛マツダ」と「高知マツダ」に一本化され、2003年に両社が統合して誕生した。愛媛本部（愛媛県松山市土居町793-1）･高知本部（高知県高知市南金田4-11）を設置しており、本社機能は愛媛本部にある。

## 店舗
- 山越店（旧伊予マツダ本店+ユーノスエヒメ山越店） - 愛媛県松山市山越6丁目5-18
- 森松店（旧アンフィニ愛媛本店） - 愛媛県松山市土居町793-1
- 新居浜店 - 愛媛県新居浜市萩生606-1
- 今治店 - 愛媛県今治市郷桜井4丁目7-52
- 宇和島店 - 愛媛県宇和島市並松1丁目2-34
- 朝倉店 - 高知県高知市朝倉西町1丁目10-6
- 高知中央店 - 高知県高知市南金田4-11
- 南国店 - 高知県南国市田村乙2124-1
- 中村店 - 高知県四万十市具同2211-1